# 방황하는 네덜란드인

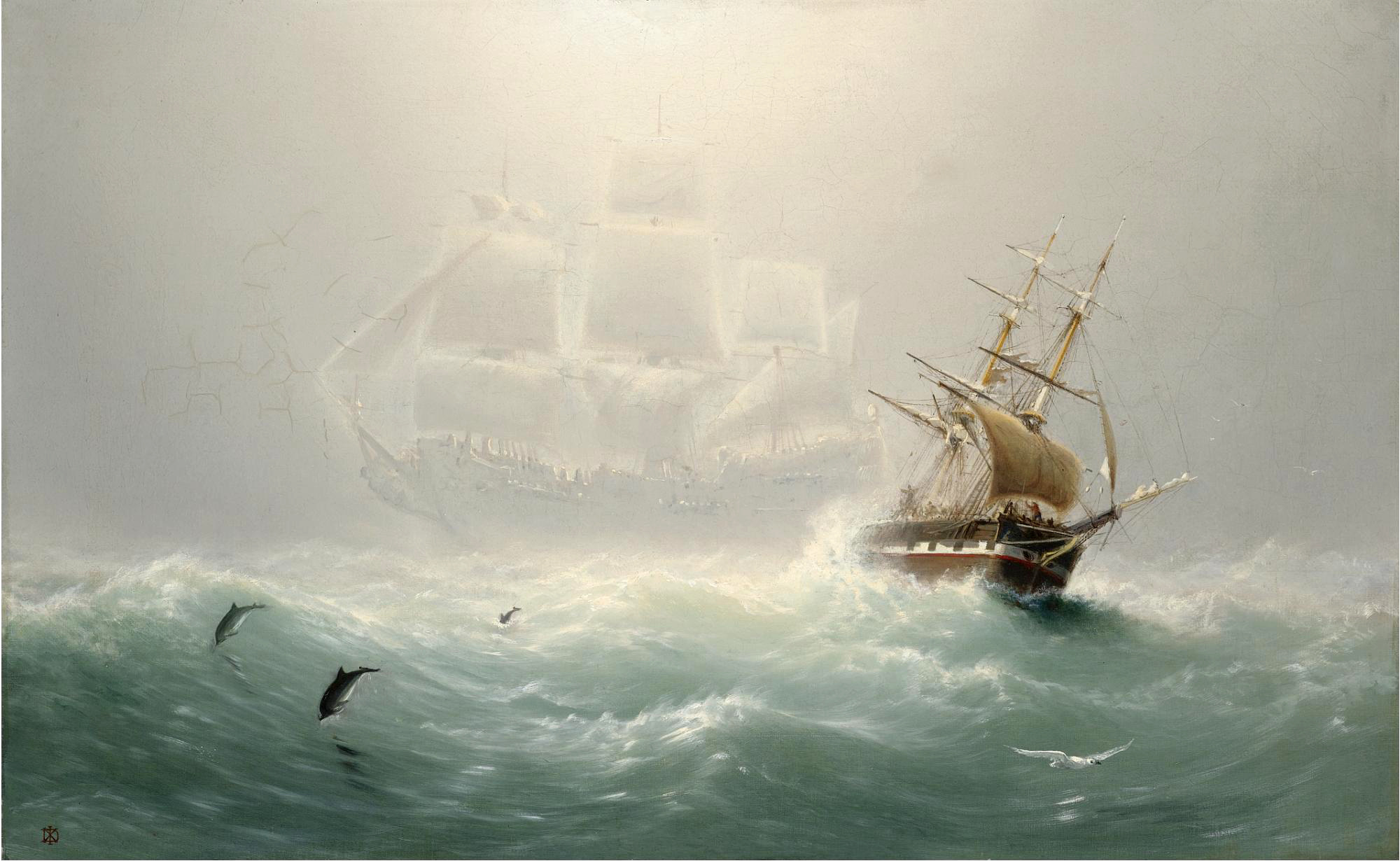

방황하는 네덜란드인(Flying Dutchman 플라잉 더치맨[*])이란 항구에 정박하지 못하고 대양을 영원히 항해해야 하는 저주에 걸린 유령선 전설이다. 이 전설은 17세기의 선원들 사이의 문화에서 비롯한 것으로 보이며, 현존하는 가장 오래된 버전은 18세기 말기로 거슬러 올라간다.
19세기와 20세기의 목격담에 따르면, 이 배는 으스스한 빛으로 발광한다. 다른 배와 조우하면 ‘방황하는 네덜란드인’ 호의 선원들은 상륙하고자 하는 메시지를 보내거나, 또는 오래전에 죽은 상태라고 한다. 해양 전설에서 유령선의 목격은 파멸의 징조로 받아들여졌다.

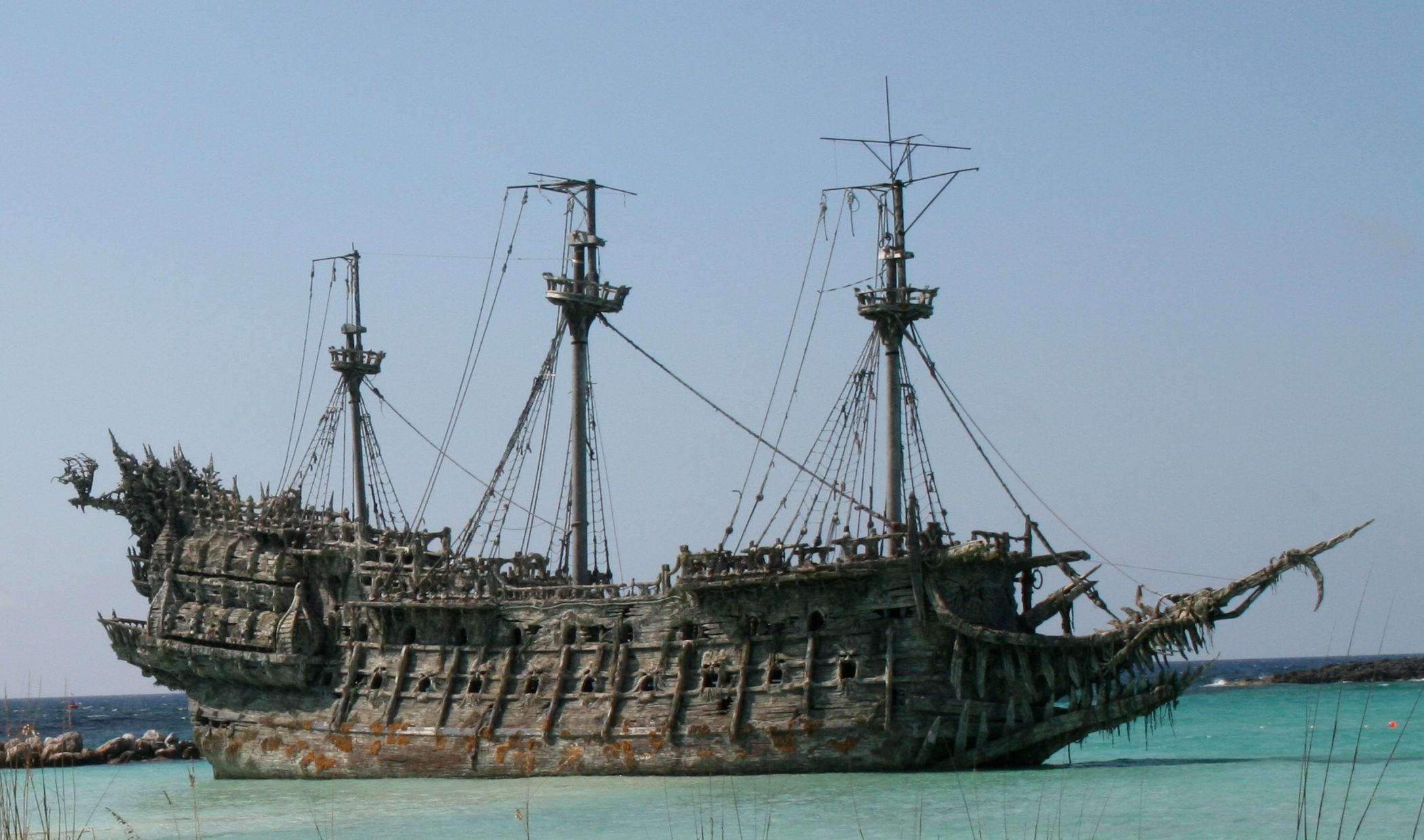
영화 《캐리비안의 해적》에 등장한 플라잉 더치맨 호 촬영소품.

## 같이 보기
- 90377 세드나
- 메리 셀러스트호 사건
- 방황하는 유대인
- 와일드헌트